# Moses P. Kinkaid

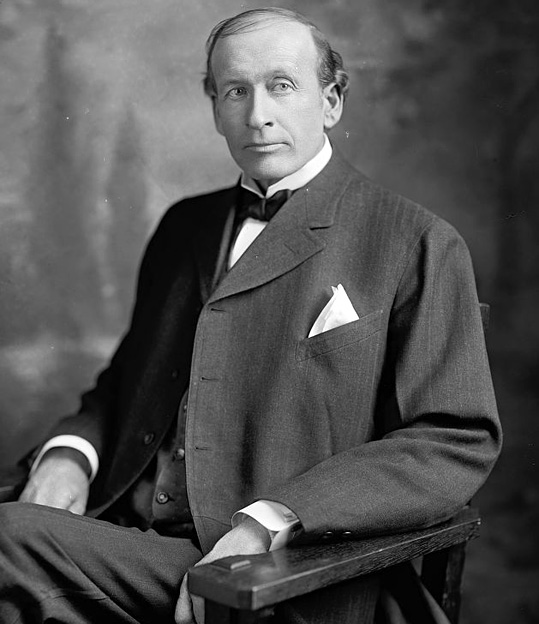
Moses P. Kinkaid

Moses Pierce Kinkaid (* 24. Januar 1856 bei Morgantown, Monongalia County, Virginia (heute: West Virginia); † 6. Juli 1922 in Washington, D.C.) war ein US-amerikanischer Politiker.
Kinkaid studierte am Law Department der University of Michigan in Ann Arbor. 1876 machte er dort seinen Abschluss, wurde noch im selben Jahr in die Anwaltschaft aufgenommen und praktizierte von 1876 bis 1880 im Henry County in Illinois sowie von 1880 bis 1881 in Pierre (South Dakota). Kinkaid zog dann nach Nebraska, wo er sich in der Stadt O’Neill niederließ und weiter als Anwalt praktizierte. 1883 gehörte Kinkaid dem Senat von Nebraska an. Von 1887 bis 1900 war er Amtsrichter (district judge).
1902 wurde Kinkaid als Republikaner in den Kongress gewählt. Bereits bei den Kongresswahlen im Jahr 1900 hatte er für einen Sitz im Repräsentantenhaus der Vereinigten Staaten kandidiert, damals jedoch noch ohne Erfolg. Nun vertrat Kinkaid den Bundesstaat Nebraska im Repräsentantenhaus vom 4. März 1903 bis zu seinem Tod am 6. Juli 1922 in Washington. Er wurde auf dem Prospect Hill Cemetery in O’Neill beigesetzt.